# Castello (Allande)
Castello es una casería perteneciente a la parroquia de Berducedo, en el concejo de Allande, comarca del Narcea, Principado de Asturias, España.